# Кийа Бузург-Умид
Ки́йа Бузу́рг-Уми́д (перс. کیا بزرگ امید‎; ?—1138) — даи и второй правитель Низаритского исмаилитского государства правившим замком Аламут с 1124 по 1138 год н. э. (или 518—532 годы хиджры). Он был дейлемитского происхождения из Рудбара.

## Биография
До того, как править низаритами-исмаилитами, Бузург-Умид захватил замок Ламбсар для ассасинов и правил им в качестве командира более двадцати лет.

### Как правительАламута
11 июня 1124, за день до смерти Хасана ибн Саббаха, Хасан назначил его своим преемником. В целом он следовал политике Хасан-и Саббаха и строго соблюдал шариат. В начале его правления владения исмаилитов были расширены, в частности, в Экшеваре и Талекане.
В отличие от Хасана ибн Саббаха, который изображается как революционный лидер, исмаилитские источники изображают Бузург-Умида как администратора и благородного правителя (например, история о том, как он защищал своего старого врага, эмира Яран-Куша Баздара из Казвина и его последователей, бежавших в Аламут).
Еще одним изменением в правительстве низаритов во время его правления стало уменьшение числа убийств; в список вошли аббасидский халиф аль-Мустаршид, префект Исфахана, губернатор Мараги, префект Тебриза и муфтий Казвина.
Кийа Бузург-Умид умер 9 февраля 1138 года, и ему наследовал его сын Мухаммад ибн Бузург-Умид, который был назначен наследником тремя днями ранее.

## Работы
Текст молитвы перед сном под названием «Ду’а дар хингам-и шаб» на персидском языке, приписываемый Кийе Бузургу-Умиду, сохранился в рукописи Института исмаилитских исследований в Лондоне.